# 尼木早熟禾
尼木早熟禾（学名：Poa nimuana）为禾本科早熟禾属下的一个种。